# Luftwaffenkommando Kaukasus
Das Luftwaffenkommando Kaukasus war eine Kommandobehörde der Luftwaffe der Wehrmacht im Zweiten Weltkrieg. Es war nach dem Kaukasus benannt, ein etwa 1100 Kilometer langes, von Westnordwest nach Ostsüdost verlaufendes Hochgebirge in Eurasien zwischen Schwarzem und Kaspischem Meer.

## Geschichte
Das Luftwaffenkommando Kaukasus ging am 25. November 1942 aus dem Generalkommando I. Flak-Korps hervor. Es erhielt seine Befehle von der Luftflotte 4. Es sollte während des Deutsch-Sowjetischen Krieges mit den unterstellten Flak-Verbänden die Truppen der Heeresgruppe B und A unterstützen. Dabei war die 9. Flakdivision im Bereich der 6. Armee tätig und geriet bei den Kämpfen um Stalingrad in den Stalingrader Kessel, wo sie vernichtet wurde. Die 15. und 17. Flakdivision dagegen gingen im Rahmen des Unternehmens Edelweiß mit der 1. Panzerarmee und der 17. Armee in den Kaukasus vor. Während des Rückzugs ab November 1942 ging die 17. Flakdivision in den Kuban-Brückenkopf zurück. Am 6. Februar 1943 wurde das Luftwaffenkommando Kaukasus wieder in das I. Flak-Korps umbenannt.

## Personen

### Befehlshaber
| Dienstgrad                 | Name         | Datum                              |
| -------------------------- | ------------ | ---------------------------------- |
| General der Flakartillerie | Otto Deßloch | 12. April 1942 bis 6. Februar 1943 |

### Chef des Stabes
| Dienstgrad | Name            | Datum                                   |
| ---------- | --------------- | --------------------------------------- |
| Oberst     | Joachim Stelzer | 2. Oktober 1942 bis 20. Dezember 1942 † |
| Major      | Bruno Brundt    | 26. Dezember 1942 bis 6. Februar 1943   |

## Unterstellung
| Unterstellung | von               | bis             |
| ------------- | ----------------- | --------------- |
| Luftflotte 4  | 25. November 1942 | 6. Februar 1943 |

## Unterstellte Verbände
| 25. November 1943 |                                                        |
| ----------------- | ------------------------------------------------------ |
| 25. November 1943 | 9. Flak-Division; 15. Flak-Division; 17. Flak-Division |